# مقاطعة أندرسون (كانساس)
مقاطعة أندرسون (بالإنجليزية: Anderson County)‏ هي إحدى المقاطعات في ولاية كانساس، الولايات المتحدة الأمريكية. غارنيت هي مركز المقاطعة وأكبر مدنها سكانًا. واعتبارًا من تعداد عام ٢٠٢٠، بلغ عدد سكان المقاطعة ٧٨٣٦ نسمة. سُميت المقاطعة تيمّنًا بجوزيف سي. أندرسون، وهو عضو في المجلس التشريعي الإقليمي لولاية كانساس وأحد مشاغبي الحدود خلال حقبة "نزيف كانساس".